# Plavečské štrkoviská
Plavečské štrkoviská este o arie protejată (arie specială de conservare — SAC, sit de importanță comunitară — SCI) din Slovacia întinsă pe o suprafață de 66,24 ha, integral pe uscat.

## Localizare
Centrul sitului Plavečské štrkoviská este situat la coordonatele 49°16′00″N 20°51′19″E / 49.266624°N 20.855285°E.

## Înființare
Situl Plavečské štrkoviská a fost declarat sit de importanță comunitară în aprilie 2004 pentru a proteja 3 specii de animale. Situl a fost protejat și ca arie specială de conservare în martie 2004.

## Biodiversitate
Situată în ecoregiunea alpină, aria protejată nu include niciun habitat protejat.
La baza desemnării sitului se află mai multe specii protejate:
- mamifere (2): castor (Castor fiber), vidră de râu (Lutra lutra)
- pești (1): Barbus meridionalis

Pe lângă speciile protejate, pe teritoriul sitului au mai fost identificate 2 specii de amfibieni, 5 specii de mamifere.